# Mega Man Unlimited
Mega Man Unlimited  est un jeu d'action-plates-formes non officiel développé par un fan et sorti en juillet 2013 sur PC (Windows). Il reprend les principes et visuels de la série Mega Man, dans des niveaux inédits, mais également avec de nouveaux concepts de gameplay,,,,,,.

## Système de jeu
Mega Man Unlimited  est un jeu d'action-plates-formes non officiel, qui reprend les principes et visuels de la série Mega Man, dans des niveaux inédits, mais également avec de nouveaux concepts de gameplay..
Comme à l'accoutumée, huit Robot Masters doivent être affrontés dans leur niveau respectif, dans l'ordre que le joueur jugera le meilleur. Par la suite, le Dr Wily doit être affrontés dans un niveau spécifique. Les niveaux sont cependant presque trois fois plus long que ceux d'un jeu classique de la série Mega Man.

## Développement
Le développement du jeu débute en 2009 sous l'impulsion d'un fan répondant au pseudo de MegaPhilX (Philippe Poulain), rapidement rejoint par d'autres créatifs. C'est un hommage à la série dont il s'inspire.